# Riddick
Richard B. Riddick est un personnage de fiction créé par Jim Wheat et Ken Wheat pour le film Pitch Black de David Twohy en 2000. Il est interprété par Vin Diesel.

## Biographie fictive
Originaire de la planète Furya, qui abritait la plus grande race de guerriers de l'univers, Riddick en est l'un des rares rescapés. Il croit même être le seul et a peu de connaissances sur son monde et ses origines. Parmi les Furiens (Furyans), certains mouraient avant leur naissance, renaissant avec des capacités hors du commun. Riddick est l'un de ces enfants.
- Année : Les Chroniques de Riddick : Escape from Butcher Bay
Arrêté par le chasseur de primes William J. Johns, Riddick est envoyé dans une prison dont personne ne se serait jamais échappé : Butcher Bay. Après sa rencontre avec un ermite mystique dans les sous-sols de la Prison, il révèle l'un des traits caractéristiques de son peuple : la vision nocturne, il réussira finalement à s’échapper avec l'aide de Johns, à bord d'un vaisseau de la prison.
- Année : Les Chroniques de Riddick : Assault on Dark Athena
Le vaisseau utilisé par Riddick et Johns est intercepté pendant leur sommeil cryogénique par un immense vaisseau spatial, le Dark Athena, dont le capitaine, une femme du nom de Revas, semble très bien connaître Riddick. À demi éveillé même en sommeil cryogénique, Riddick parvient à se cacher lors de la fouille du vaisseau par Revas et ses hommes, qui ne trouvent que Johns, profondément endormi. Une fois à bord du Dark Athena, Riddick s'allie à d'autres prisonniers afin d'organiser une évasion de grande envergure, survivre aux drones armés de mitraillettes, sauver la petite fille d'une des prisonnières qui se déplace en utilisant les canalisations et finalement confronter Revas.
- Année : Pitch Black
Il est le criminel le plus recherché de l'univers. Alors qu'il est ramené au pénitencier de Butcher Bay par un chasseur de primes (Johns), le vaisseau de transport civil s'écrase sur une planète (M6-117) déserte au jour sans fin, mais sur le point d'entrer dans une période d’éclipse. L'obscurité de cette éclipse libère sur les quelques survivants des créatures qui, en reflet de notre anti-héros, ne sortent des entrailles de la planète que lors de ces périodes séculaires de nuits permanentes. Après de nombreuses péripéties, Riddick parvient à quitter la planète en compagnie d'un imam et de Jack, une fille qui tente de se dissimuler en se grimant sous les traits d'un garçon.
- Année : Les Chroniques de Riddick : Dark Fury
Après s'être échappés de la lune M6-117, Riddick, Imam et Jack sont récupérés par un vaisseau rempli de mercenaires. Bien que Riddick essaie de cacher son identité, les mercenaires scannent son empreinte vocale et découvrent rapidement son identité. Capturé, le trio découvre les projets inhabituels des mercenaires. Le capitaine du vaisseau, Antonia Chillingsworth, est une collectionneuse de criminels, qu'elle cryogénise et expose en statues dans son musée privé. Fascinée par l'esthétique de la violence, elle considère ses statues comme des œuvres d'art, et désire intégrer Riddick comme la pièce maîtresse de sa collection. Ce destin est plus cruel encore que la mort, car les criminels ne « dorment » pas, mais restent éveillés, condamnés à vivre des centaines d'années dans un corps paralysé et isolé de tout contact humain.
Riddick, Jack et Imam essayent de s'échapper du vaisseau, mais Riddick préfère qu'ils se tiennent loin de lui pour éviter tout danger. Celui-ci doit combattre toute une horde d'ennemis humains et non-humains, avant de pouvoir rejoindre le dock à vaisseaux. Une fois sur place, le trio se recompose et s'apprête à partir, lorsque Antonia Chillingsworth surgit dans le hangar et s'attaque à Riddick. C'est à ce moment que Jack se rend compte de sa propre propension à la violence, en tuant Antonia. Cette découverte est une source d'inquiétude pour Riddick, car il ne veut pas qu'elle devienne elle aussi une criminelle. Riddick subtilise finalement une navette mercenaire, et programme les destinations d'UV-6 et de Helion Prime dans l'ordinateur de bord.
- Année : Les Chroniques de Riddick : Nouvelle ère
Pendant cinq ans, Riddick se terre pour échapper aux mercenaires et aux polices lancés à ses trousses. 
Alors qu'il est en exil sur une planète gelée (UV-6), Il fait un retour forcé (par des mercenaires) dans la civilisation, sur la planète Helion Prime pour faire cesser le contrat qui pèse sur sa tête. Sur cette planète se trouve le seul homme qui savait où il se rendait 5 ans plus tôt : l'imam qui en fait l'a fait rechercher pour combattre un peuple des plus meurtriers : les Necromongers. Ces derniers convertissent les mondes et détruisent ceux qui leur résistent dans leur périple vers l'Outremonde, ils ne possèdent qu'une loi : « You keep what you kill » (« Ce que tu tues est tien »). La seule race que craint le chef des Necromongers est celle des Furiens dont Riddick est l'un des derniers survivants. En effet, selon une prophétie, c'est un Furien qui doit annoncer leur chute. Après être passé par le pénitencier de Crématoria, une planète où il fait plus de 700 degrés (Fahrenheit) le jour et -300 la nuit, où il retrouve Kyra, il retourne sur Helion Prime où il affronte les Necromongers. Après un combat contre le Haut-Commandeur, que Riddick finit par remporter, aidé en cela par le sacrifice de Kyra, il devient leur nouveau chef selon leur loi.
- Année : Les Chroniques de Riddick : Dead Man Stalking
Après être devenu chef des Necromongers, il subit une trahison de la part de Lord Vaako (prétendant au titre de chef). Mais sans preuve, Riddick ne put rien prouver et ne tenta rien pour pouvoir utiliser à sa guise les Necromongers. Lord Vaako, toujours déçu de ne pas être le Haut-Commandeur (chef des Necromongers), laisse entendre qu'il sait où se trouve Furya et passe un marché avec Riddick. Une fois sur place, Riddick tombe dans une embuscade, trahi par les Necromongers, il est laissé pour mort sur une planète dont il devinera vite qu'elle n'est pas Furya. Après s'être occupé de ses blessures et avoir trouvé un nouveau compagnon (chien/loup, espèce locale), il trouve une station de chasseurs de primes abandonnée, il lance alors un signal d'alerte en montrant bien que ce message vient de lui. Deux navettes de chasseurs de primes arrivent dont une avec comme chef le père de William J. Johns. Après la capture de Riddick, tout le monde se rend compte qu'une tempête approche dangereusement sur eux, et que des créatures y vivent et s'y déplacent. Après plusieurs rebondissements, le père de Johns et une femme mercenaire aident Riddick à s’enfuir et lui laissent un vaisseau.
Une fois de retour sur le vaisseau mère des Necromongers, il demande à voir le commandant Vaako, mais celui-ci est déjà parti vers Anteverse.

## Description

### Personnalité
(janvier 2014).
C'est un personnage rebelle refusant toute forme d’autorité, guerrier né, à la limite de l'instinct animal. De fait, Riddick n'est pas un tueur psychopathe mais un prédateur qui use de tous les moyens nécessaires pour survivre.
Le personnage évolue grandement entre les deux films. En effet dans Pitch Black il ne semble attaché à rien ni personne et une partie de l'intrigue joue là-dessus, c'est-à-dire à savoir si Riddick acceptera de se mettre en danger pour sauver une autre personne que lui-même. Néanmoins, dans Dark Fury, puis de façon encore plus flagrante dans Les Chroniques de Riddick, il va grandement s'attacher à Jack/Kyra et ne reculera devant rien pour la sauver ; jusqu'à frôler de très près la mort lorsqu'il se bat contre le seigneur des Necromongers. En revanche, dans Riddick, il cherchera à se défaire de son humanité pour retrouver ses instincts primaires. Dans l'hypothétique suite, pour ce que l'on sait pour le moment, Riddick ira même braver la mort en allant sur Anteverse (UnderVerse en VO) pour récupérer Kyra[réf. nécessaire]
Notons l'attachement, moins fort mais présent, vis-à-vis de l'Imam. Au début du deuxième film, Riddick infiltre le vaisseau des Necromongers, afin de venger la mort de l'Imam en tuant son assassin. 
Bien qu'il semble tout faire pour se détacher des problèmes humains même lorsque des planètes sont détruites (« ce n'est pas ma guerre »), il peut s'attacher à certaines personnes et la série de films est en partie centrée sur l'évolution du « prédateur pur » vers un personnage plus humain.
Riddick est en réalité un survivant, ne s'attachant à rien ni personne qui ne lui soit nécessaire pour survivre. Son profil évolue une première fois quand, plutôt que de fuir seul, il accepte de sauver l'Imam et la fillette: ce choix coûtera la vie de celle qui l'y a incité (Carolyn Fry), ce qui va le marquer. Lorsqu'il retrouve la fillette, elle est devenue malgré lui une tueuse de sang-froid, qu'il va à nouveau tenter de sauver d'elle-même, peut-être par dette envers Carolyn. Malgré ce qui s'apparente à une faiblesse, il reste malgré tout froidement lucide: "un seul rythme, mon rythme".
Une autre particularité de sa personnalité est la décontraction face à l'ennemi. Voulant la mort du chasseur de primes dans Pitch Black, à chaque confrontation, ses ennemis ont droit à des paroles sereines. Quand il en parle à d'autres, il fait souvent référence à son don comme une menace pour ce qui devrait l'effrayer (« vous n'avez pas peur du noir, j'espère ? »).

### Capacités
Riddick est grand, avec une musculature très importante qu'il a, entre autres, développée en prison et durant ses cavales. Il possède une très grande puissance physique comme en témoignent certains de ses duels. Dans Pitch black, afin de sauver Jack et Carolyn Fry, il résiste à mains nues à une des créatures, pourtant très grande (2,40 m) avant de la tuer à l'aide d'un couteau. Dans le film Riddick (2013), Diaz, un des mercenaires (1,98 m pour 135 kg), immobilise et soulève Riddick par les bras. Celui-ci parvient à se dégager de son emprise par sa seule force pure.
Riddick est également très résistant. En effet, il a vécu cinq ans sur une planète gelée (UV-6). Dans le film Riddick, il tombe d'une falaise (de hauteur inconnue mais de plusieurs dizaines de mètres au moins) et s'en sortira uniquement avec une jambe cassée et quelques égratignures.
La principale caractéristique physique de Riddick est sa vision nocturne (nyctalopie), qu'il dit posséder grâce à une opération faite en prison (dans Pitch black en parlant à Jack). Dans le jeu vidéo The Chronicles of Riddick: escape from Butcher bay, dont les événements se situent avant le premier film, une scène se déroulant dans les bas-fonds de la prison montre qu'en réalité, Riddick ne reçoit pas cette particularité à la suite d'une opération chirurgicale. En effet alors que Pope Joe lui soigne l'avant bras, Riddick voit son environnement se figer et entend une voix (sûrement celle de la Furienne Shirah, que l'on retrouve dans le film Les Chroniques de Riddick de 2004). C'est après cette « apparition » que lui vient son don de vision nocturne (laissant penser que ce don sommeillait en lui, mais que Riddick l'ignorait et a pu croire à une opération). On ne sait pas si cette particularité est une des caractéristiques de la race Furienne. Cependant dans Riddick, le commandant Vaako raconte à Riddick (alors Haut-Commandeur) que le dernier des Furiens qu'il ait vu, lors du combat entre les Necromongers et les Furiens, possédait les mêmes yeux que Riddick (ceci peut laisser penser que c'est bien une caractéristique de la race Furienne). Ce don le force toutefois à porter des lunettes de soleil lorsqu'il est en plein jour et rend ses yeux sensibles à une exposition aux lumières vives.

## Œuvres où le personnage apparaît

### Films
- Pitch Black (David Twohy, 2000)
- Les Chroniques de Riddick (The Chronicles of Riddick) (David Twohy, 2004)
- Riddick (David Twohy, 2013)
- Riddick: Furya (David Twohy, 2025/2026)

### OVA (Original video animation)
- Les Chroniques de Riddick : Dark Fury (Peter Chung, 2004)

### Jeux vidéo
- The Chronicles of Riddick: Escape from Butcher Bay (Starbreeze Studios, 2004)
- The Chronicles of Riddick: Assault on Dark Athena (Starbreeze Studios, 2009)
- Fallout Tactics (14 Degrees East, 2001) : Riddick peut être recruté en tant que membre d'équipe après une rencontre spéciale.